# The Extremist
The Extremist ist das vierte Studioalbum des US-amerikanischen Rockmusikers Joe Satriani und erschien am 21. Juli 1992 unter dem Label Relativity Records. Die Veröffentlichung ist eines der erfolgreichsten Alben Satrianis; belegte Platz 22 der Billboard 200, erreichte bereits 5 Monate nach seiner Veröffentlichung Gold-Status in den Vereinigten Staaten und wurde im Jahr 1993 für den Grammy Award in der Kategorie „Best Rock Instrumental Performance“ nominiert.

## Entstehungsgeschichte
Von seiner Rhythmussektion, bestehend aus Bassist Stuart Hamm und Schlagzeuger Jonathan Mover, trennte sich Satriani, weil die „gesunde Konkurrenz und musikalische Spannung auf der Bühne“ bei den festgelegten und eingeübten Stücken zwar eine knisternde Lebendigkeit versprühte, beim Drauflos-Jammen allerdings die verschiedenen musikalischen Welten offenbarte. Die beiden bevorzugten Funk, Jazz und Fusion, während Satriani sich in den Bereichen Rock und Blues zuhause fühlte. Ein spontanes Anstimmen von Klassikern dieser Stilgattungen war deshalb nicht möglich, weshalb sich Satriani nach einiger Zeit mit ihnen unwohl fühlte.
Ende November 1990 arbeitete Satriani mit dem späteren Living-Colour-Bassisten Doug Wimbish, dem neben seiner Studio-Engagements als Toto-Schlagzeuger bekannten Simon Phillips und dem unter anderem mit Referenzen von Kiss ausgestatteten Keyboarder Phil Ashley in New York etwa vier Wochen lang bis Weihnachten an ersten Ideen für das Nachfolgealbum von Flying in a Blue Dream. Eigentlich hatte Satriani diese Besetzung bereits für Flying in a Blue Dream vorgeschwebt, denn er hatte die drei Musiker 1988 in Mick Jaggers Tour-Band kennengelernt und harmonierte hervorragend menschlich wie musikalisch mit ihnen, die Projekte und Verpflichtungen aller Beteiligten waren allerdings im Voraus festgelegt und ließen so einen baldigen Zusammenschluss nicht zu. In den New Yorker Bearsville Studios entstanden 14 Rohfassungen. Fortgesetzt wurden die Arbeiten ab Februar 1991 in der Studiolandschaft von San Francisco, an denen sich nun auch Satrianis Stamm-Perkussionist Jeff Campitelli beteiligte. Satriani probierte zudem weitere Schlagzeuger aus, immer auf der Suche nach dem perfekten Klang. Dieser Prozess soll sich über drei Monate hingezogen haben, bis Satriani den Abbruch der Bemühungen für angebracht hielt. Ihm klangen die Ausarbeitungen immer noch zu sehr nach einer Selbstkopie. In den folgenden elf Monaten entspannte er, jammte ohne Druck und strukturierte seine Ideen, verhandelte einen Vertrag mit dem zu Sony gehörenden Label Relativity aus, suchte vor allem aber nach geeigneten Mitmusikern.
Im Februar 1992 waren nach unzähligen Auditions die Musiker gefunden, jedoch kein Sänger, der seinen Vorstellungen von einem zuverlässigen, charismatischen Frontmann entsprach. Im März 1992 wurden Andy Johns und John Cuniberti als Satrianis Produktionspartner in den Record One Studios in Los Angeles wiedergewonnen. Außerdem sollten die Brüder Matt (Bass) und Gregg Bissonette (Schlagzeug), deren renommiertestes Engagement das bei David Lee Roth gewesen war, für einen kraftstrotzenden Klang sorgen. Deshalb wurden die bis dahin getätigten Aufnahmen, die schon 200.000 Dollar verschlungen hatten, fast vollständig verworfen. Lediglich New Blues blieb in der vorhandenen Version erhalten und Rubina’s Blue Sky Happiness erfuhr eine Bearbeitung. In Ermangelung eines Sängers verzichtete Satriani nun einfach auf die Texte, die er für die Hälfte der Lieder in New York angefertigt hatte, mit gutem Gewissen sogar, weil ihm deren Gleichartigkeit unangenehm aufgefallen war.
Satriani lässt sich oft erst ein Thema in Form eines Titels einfallen, den er dann instrumental ausdrücken möchte. So entstand beispielsweise das knapp sechsminütige War. Umgekehrt kann es passieren, dass er Arrangements aufgeschrieben hat, aber keinen passenden Titel dafür findet und diese dann wegwirft. Nicht weggeworfen, sondern aufgehoben hatte sich Satriani den Summer Song, der aus dem Jahr 1989 stammt und den er nicht auf der Winter-Veröffentlichung Flying in a Blue Dream hatte haben wollen. Ein Jahr später war Cryin’ anlässlich des Todes seines Vaters entstanden. Satriani hielt das Lied für eine zu persönliche Komposition und versuchte den Grad der Emotionalität zu mindern, indem er in der in New York aufgenommenen Version mit Wimbish, Phillips und Ashley Passagen herausnahm. In Los Angeles fügte er sie, angespornt von seinen Kollegen, wieder ein. Die letztlich für das Album verwendete Gitarren-Spur ist ein so genannter „First-Take“, das heißt, sie wurde nur einmal und an einem Stück aufgenommen. Bei Rubina’s Blue Sky Happiness war der Ausgangspunkt eine an Folkmusik angelehnte Melodie, die mit jeder Entwicklungsstufe in den verschiedenen Aufnahmestudios von immer mehr folkloristischen Instrumenten unterstrichen und mit einer E-Gitarren-Melodie kontrastiert wurde. Nicky Hopkins spielte dabei Klavier, wurde jedoch in den Credits vergessen. Diesen Titel widmete Satriani seiner Frau Rubina. Alles in allem ergeben, laut Satriani, die zehn Stücke ein homogenes Ganzes, das zu erkennen ein intensives Zuhören erfordere.
Als Albumtitel wählte er den Liedtitel The Extremist. Ein Freund hatte ihn einmal wegen seiner endlosen Übungseinheiten sowie Verbesserungsmanie so bezeichnet. Für ihn sei dies beileibe keine Plackerei, beteuerte er. Und außerhalb der musikalischen Angelegenheiten sei er eigentlich kein extremer Typ.
Kurz nach der Veröffentlichung ging es bis Ende März 1993 auf „The-Extremist“-Welttournee, wobei sich insbesondere Europa als zukunftsträchtiger Markt zeigte.

## Hintergrundinformationen
Das Lied Summer Song wurde nach der Albumveröffentlichung zu einem der bekanntesten Satriani-Kompositionen und wurde von Sony Music Entertainment als Werbesong für den Walkman adaptiert. Später fand das Stück Verwendung in den Videospielen Formula 1 von 1996 für die PlayStation und Gran Turismo 4 von 2004 für die PlayStation 2. Der Disney-Konzern verwendete War für seine Power-Rangers-Bereiche in den Themenparks. Auch für eine kalifornische Radiosendung kam das Stück als Erkennungsmelodie zum Einsatz. Im Jahr 1993 wurden die beiden B-Seiten der Aufnahmearbeiten Crazy und Banana Mango II zusammen mit den Outtakes Thinking of You, Speed of Light und Baroque auf dem Kompilationsalbum Time Machine veröffentlicht.

## Wiederveröffentlichungen
The Extremist wurde zahlreiche Male wiederveröffentlicht; 1997 erschien das Album bei der Plattenfirma Epic Records. Am 16. Juni 2008 erschien das Album als Box-Set zur Original Album Classics-Reihe. Am 22. April des Jahres 2014 wurden die Lieder des Albums nach Überarbeitung unter Legacy Recordings auf der Kompilation The Complete Studio Recordings  veröffentlicht, die neben The Extremist-Stücken noch weitere Kompositionen aus Satrianis Studioalben von 1986 bis 2013 enthält.

## Titelliste
| Nr.          | Titel                                           | Autor(en)    | Länge |
| ------------ | ----------------------------------------------- | ------------ | ----- |
| 1.           | Friends (Arrangement: Joe Satriani, Andy Johns) | Joe Satriani | 3:29  |
| 2.           | The Extremist                                   | Joe Satriani | 3:43  |
| 3.           | War                                             | Joe Satriani | 5:48  |
| 4.           | Cryin’                                          | Joe Satriani | 5:43  |
| 5.           | Rubina’s Blue Sky Happiness                     | Joe Satriani | 6:11  |
| 6.           | Summer Song                                     | Joe Satriani | 5:00  |
| 7.           | Tears in the Rain                               | Joe Satriani | 1:18  |
| 8.           | Why                                             | Joe Satriani | 4:45  |
| 9.           | Motorcycle Driver                               | Joe Satriani | 4:58  |
| 10.          | New Blues                                       | Joe Satriani | 6:58  |
| Gesamtlänge: | Gesamtlänge:                                    | Gesamtlänge: | 47:53 |

### Bonustrack
| Nr.          | Titel        | Autor(en)    | Länge |
| ------------ | ------------ | ------------ | ----- |
| 11.          | Crazy        | Joe Satriani | 4:06  |
| Gesamtlänge: | Gesamtlänge: | Gesamtlänge: | 51:59 |

- Der Bonustrack war Bestandteil der Sonderauflage in Japan.[17]

## Rezeption

### Kritikerstimmen
Kritiker Phil Carter der Musikwebsite Allmusic lobte Satrianis Können in verschiedensten Musikrichtungen, die auf dem Album enthalten seien. Weiter findet Carter, dass Satriani viele neue musikalische Gebiete ertastet und das Album Satrianis Talent absolut widerspiegele. Abschließend vergab der Kritiker 4 der 5 möglichen Bewertungseinheiten für das Album.
Satriani stelle seine Spielfertigkeiten „stets in den Dienst der fließenden Melodien“, meinte Henning Richter im Musikexpress. Da das Werk „[s]tilistisch etwas geschlossener als der Vorgänger“ geraten sei, habe Satriani ein neues Glanzlicht geschaffen, dem er 5 von 7 möglichen Punkten gab. Im „Schwester-Magazin“ des gleichen Verlagshauses, dem Metal Hammer, sprach Andreas Schöwe von Perfektion, deren Einfachheit effektiver sei als die Geschwindigkeitsrekordjagd mancher seiner Kollegen. Auch er entschied sich für 5 von 7 möglichen Punkten. Die anderen Kritiker vergaben zwischen 3 und 7 Punkten, aus der eine Durchschnittsbewertung von 4,4 Punkten ermittelt wurde.
Die Rock-Hard-Enzyklopädie schreibt, es sei „ein introvertierter und auf Sicherheit bedachter Nachfolger der ersten beiden Alben“ unter Verzicht eigener Gesangsversuche. Keine Kopie des Vorgängers abgeliefert und dennoch für angenehme Stimmungen und Abwechslungen gesorgt zu haben, überzeugte den Break Out-Rezensenten. Ähnlich beurteilte Achim Karstens im Rock Hard das Werk: Es unterscheide sich deutlich vom Vorgänger und auch die Lieder untereinander unterschieden sich durch ihre jeweilige Stimmung wie das hektisch-bedrohliche War, das „traurig, melancholisch und ruhig“ gehaltene Cryin` und das „flott und fröhlich“ daherkommende Summer Song aufzeigten.
Martin Scholz schrieb in der Frankfurter Rundschau: „Der 36jährige New Yorker legt ein Instrumental-Album vor, das an Jeff Beck zu seinen besten Zeiten erinnert. Die selbstverliebte Ego-Show überläßt er anderen, Satriani schreibt zuallererst Songs, für die man keinen Sänger braucht. Den Part übernimmt er mit seiner Gitarre, wobei er stets auf eine gesunde Balance zwischen simplen Melodien und abgedrehten Soli achtet. Seine flinke Fingerkunst ist an keinen Stil gebunden. Satriani sitzt zwischen den Stühlen, tobt sich im Rock und Heavy Metal aus, trifft aber auch in Funk-, Blues- und Folk-Nummern stets den richtigen Ton.“
Henning Richter bestätigte in Stereoplay das Gelingen von Satrianis Absicht, dass die Gitarre den Hörer „packen“ müsse. Er vergab für das Repertoire 8 von 10 möglichen Punkten, ebenso für die Interpretation.

### Charterfolg
In Deutschland erreichte The Extremist Platz 55 der deutschen Albumcharts. In der Schweiz stieg das Album bis auf Rang 11 der Schweizer Hitparade. In den Vereinigten Staaten erreichte die Veröffentlichung Platz 22 der Billboard 200. Die höchste Chartplatzierung belegte das Album in Norwegen mit Platz 5. In Australien und Neuseeland positionierte sich The Extremist auf den Plätzen 29 und 16. In Schweden und der Niederlande belegte die Veröffentlichung Platz 35 und 44 der Hitparade. Die beiden Singles Summer Song und Friends belegte im Jahr 1992 die Plätze 5 und 12 der Billboard-Mainstream-Rock-Songs-Chart. Ein Jahr später belegte die Auskopplung Cryin’ Rang 24.

### Selbstbewertung
Auf die Extremist-Resonanz angesprochen antwortete Satriani Ende 1993: „Es lief sehr, sehr gut. Ich habe für diese Platte zum ersten Mal eine goldene Scheibe in Europa bekommen. In Amerika war es mein bislang erfolgreichstes Radio-Album. Und es ging dieses Mal alles viel schneller, als es bisher der Fall war. Vom Thema her war es für mich schon eine andere Art von Album, da es mir nicht nur auf Platte sehr gut gefallen hat, sondern auch als wir es live vorstellten. Somit bin ich schon glücklich, das [sic!] es so gut ankam.“

## Auszeichnungen für Musikverkäufe und Verkaufszahlen
| Land/Region                  | Auszeichnungen für Musikverkäufe (Land/Region, Auszeichnung, Verkäufe) | Verkäufe  |
| ---------------------------- | ---------------------------------------------------------------------- | --------- |
| Frankreich (SNEP)            | Gold                                                                   | 100.000   |
| Vereinigte Staaten (RIAA)    | Gold                                                                   | 810.000   |
| Vereinigtes Königreich (BPI) | Gold                                                                   | 100.000   |
| Insgesamt                    | 3× Gold ·                                                              | 1.010.000 |